# Thomsenolith
Thomsenolith ist ein selten vorkommendes Mineral aus der Mineralklasse der „Fluoride“. Es kristallisiert im monoklinen Kristallsystem mit der chemischen Zusammensetzung NaCa[AlF6] • H2O und entwickelt meist tafelige bis prismatisch-nadelige Kristalle, selten auch radialstrahlige, stalaktitische oder massige Mineral-Aggregate und krustige Überzüge.

## Etymologie und Geschichte
Erstmals gefunden wurde Thomsenolith 1868 in der Kryolith-Lagerstätte bei Ivittuut (Kitaa) in West Grönland und beschrieben durch James Dwight Dana, der das Mineral zu Ehren des dänischen Chemikers Hans Peter Jørgen Julius Thomsen nach ihm benannte.

## Klassifikation
In der veralteten 8. Auflage der Mineralsystematik nach Strunz gehörte der Thomsenolith zur Mineralklasse der „Halogenide“ und dort zur Abteilung „Doppelhalogenide“, wo er gemeinsam mit Pachnolith in der „Thomsenolith-Gruppe“ mit der Systemnummer III/B.04 steht.
In der zuletzt 2018 überarbeiteten Lapis-Systematik nach Stefan Weiß, die formal auf der alten Systematik von Karl Hugo Strunz in der 8. Auflage basiert, erhielt das Mineral die System- und Mineralnummer III/C.02-020. Dies entspricht der Klasse der „Halogenide“ und dort der Abteilung „Doppelhalogenide (meist mit OH, H2O)“, wo Thomsenolith zusammen mit Pachnolith und Yaroslavit eine unbenannte Gruppe mit der Systemnummer III/C.02 bildet.
Die von der International Mineralogical Association (IMA) zuletzt 2009 aktualisierte 9. Auflage der Strunz’schen Mineralsystematik ordnet den Thomsenolith in die Klasse der „Halogenide“ und dort in die Abteilung „Komplexe Halogenide“ ein. Hier ist das Mineral in der Unterabteilung „Insel-Aluminofluoride (Neso-Aluminofluoride)“ zu finden, wo es zusammen mit Pachnolith die „Thomsenolithgruppe“ mit der Systemnummer 3.CB.40 bildet.
In der vorwiegend im englischen Sprachraum gebräuchlichen Systematik der Minerale nach Dana hat Thomsenolith die System- und Mineralnummer 11.06.06.01. Das entspricht der Klasse der „Halogenide“ und dort der Abteilung „Komplexe Halogenide – Aluminiumfluoride“. Hier findet er sich innerhalb der Unterabteilung „Komplexe Halogenide - Aluminiumfluoride mit verschiedenen Formeln“ als einziges Mitglied in einer unbenannten Gruppe mit der Systemnummer 11.06.06.

## Kristallstruktur
Thomsenolith kristallisiert monoklin in der Raumgruppe P21/c (Raumgruppen-Nr. 14) mit den Gitterparametern a = 5,563 Å; b = 5,541 Å; c = 16,115 Å und β = 96,35° sowie vier Formeleinheiten pro Elementarzelle.

## Eigenschaften
Reiner Thomsenolith ist farblos oder bei mikrokristalliner Ausbildung bzw. durch Gitterbaufehler weiß. Er kann jedoch durch Fremdbeimengungen wie z. B. verschiedene Eisenoxide von rötlicher oder bräunlicher Farbe sein.

## Modifikationen und Varietäten
Die chemische Verbindung NaCa[AlF6] • H2O ist dimorph. Neben dem Thomsenolith besteht auch der Pachnolith aus den gleichen chemischen Elementen und kristallisiert ebenfalls im monoklinen Kristallsystem, jedoch in einer anderen Raumgruppe (F2/d).

## Bildung und Fundorte
Thomsenolith bildet sich sekundär als Verwitterungsprodukt von Kryolith oder anderen Alkali-Aluminium-Fluoriden in granitischen Pegmatiten. Neben Kryolith und Pachnolith findet sich das Mineral auch in Paragenese mit Hydrokenoralstonit (ehemals Ralstonit), Chiolith, Kryolithionit, Elpasolith, Sellait und Fluorit.
Weltweit konnte Thomsenolith bisher neben seiner Typlokalität, der Kryolith-Lagerstätte bei Ivittuut in Grönland, noch an knapp 20 Fundorten (Stand: 2010) nachgewiesen werden: In der „Demix-Varennes-Grube“ bei Saint-Amable im kanadischen Québec; in den Schlackenfeldern bei Thorikos in Griechenland; am Eldfell in Island; bei „Werchneje Espe“ im Tarbagatai-Gebirge in Ostkasachstan; bei Jos (Plateau) in Nigeria; bei Gjerdingselva (Gjerdingen) in Marka (Norwegen); in mehreren Regionen von Ostsibirien und am Ural in Russland; im „Perzhanskoe Erzfeld“ im ukrainischen Oblast Schytomyr; sowie in einigen Regionen der USA.